# Калль
Калль (нем. Kall) — община в Германии, в земле Северный Рейн-Вестфалия.
Подчиняется административному округу Кёльн. Входит в состав района Ойскирхен. Население составляет 11 817 человек (на 31 декабря 2010 года). Занимает площадь 66,08 км².
Коммуна подразделяется на 23 сельских округа.

## Фотографии

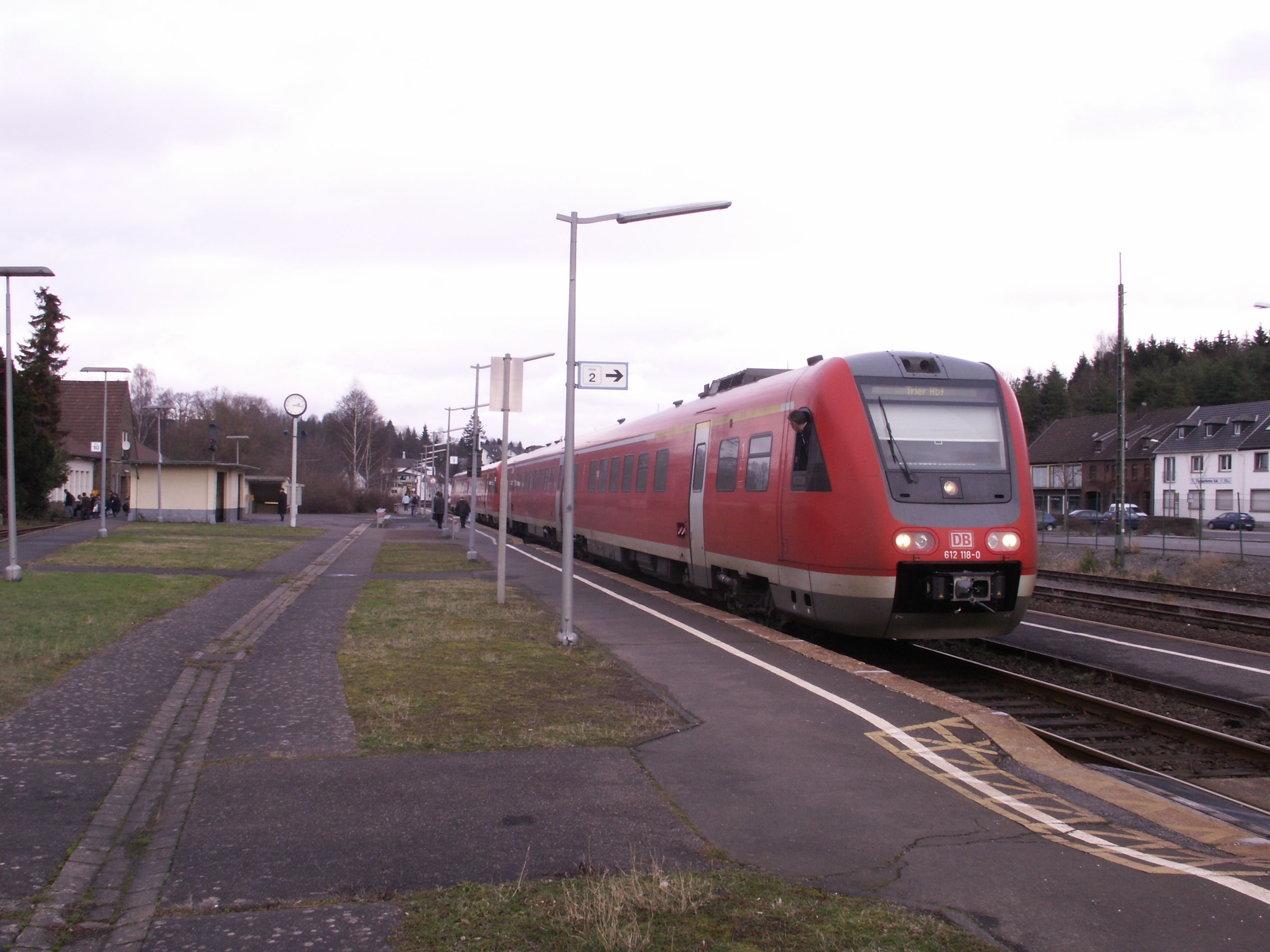
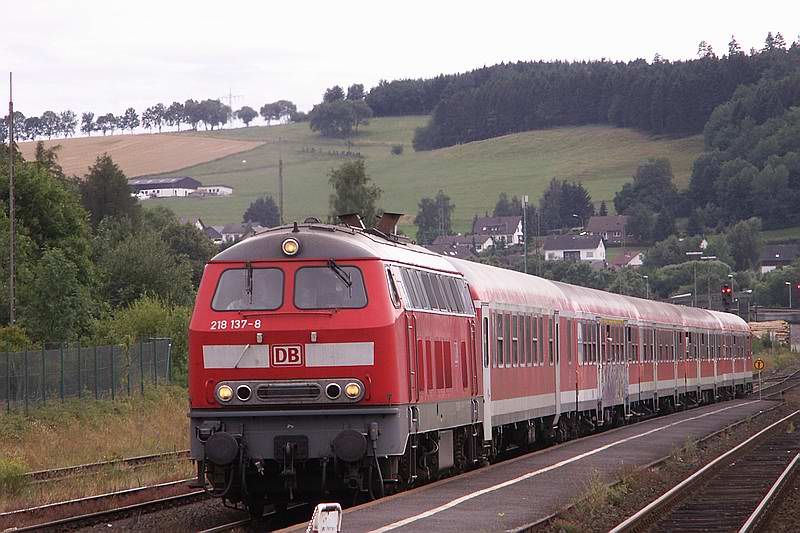
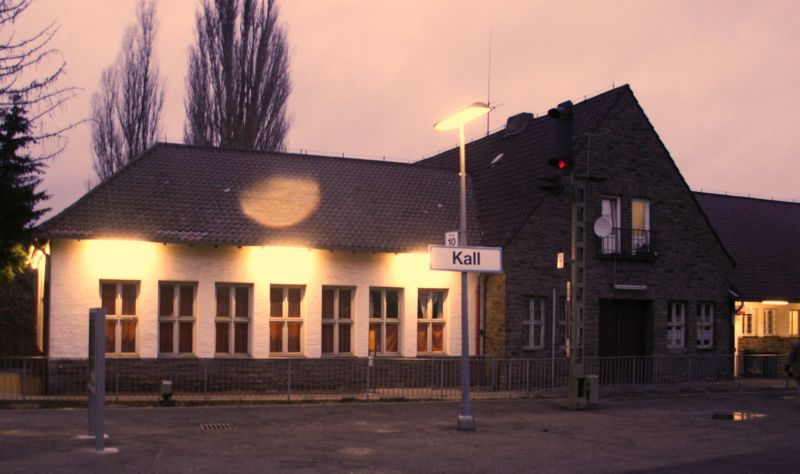
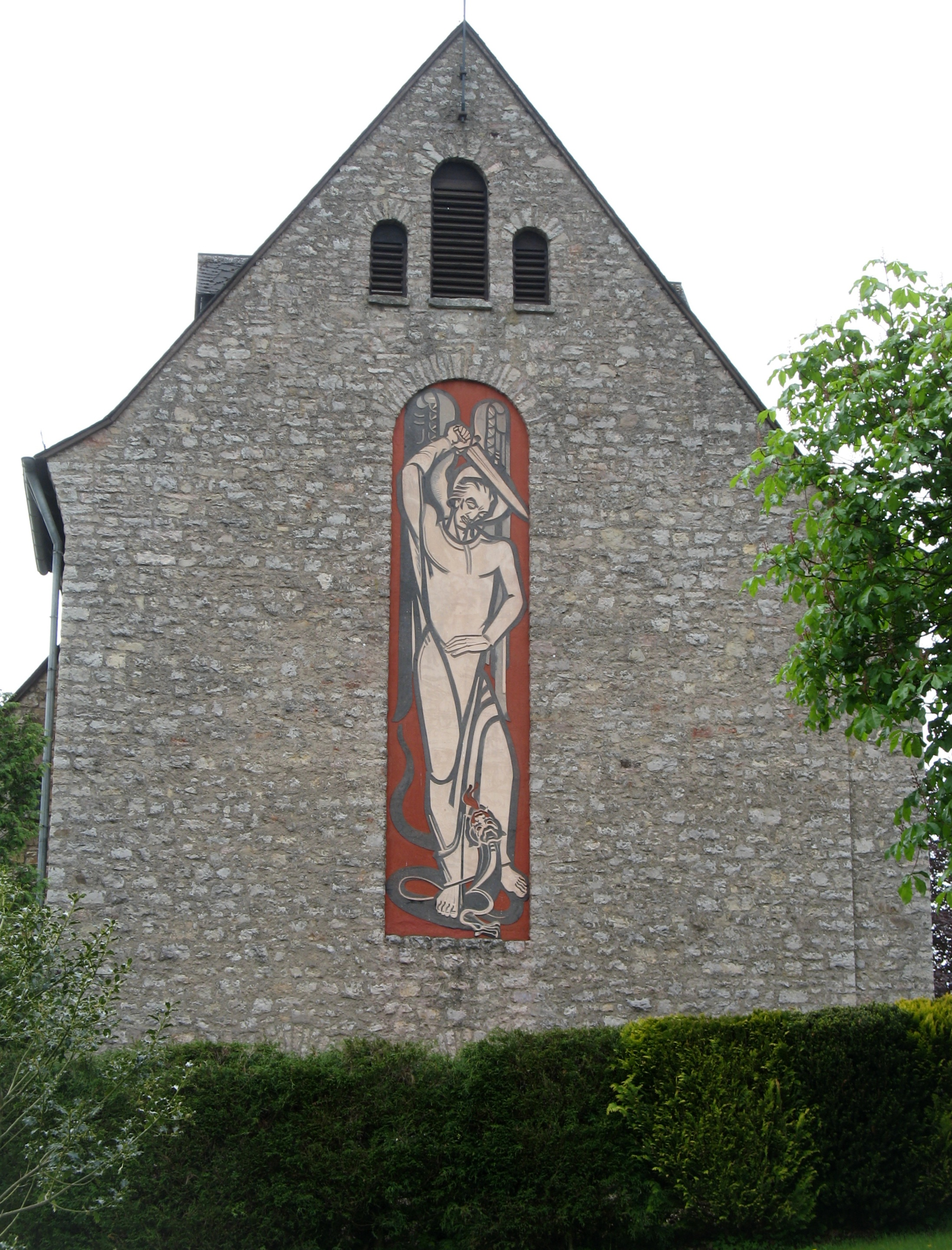